# Arcidiecéze Agaña
Arcidiecéze Agaña je arcidiecéze římskokatolické církve, nacházející se na ostrově Guam.

## Území
Arcidiecéze zahrnuje celé území ostrova Guam.
Arcibiskupským sídlem je město Hagåtña, kde se také nachází hlavní chrám katedrála Dulce Nombre de Maria.
Rozděluje se do 24 farností, a to na 542 km². K roku 2015 měla 140 593 věřících, 41 diecézních kněží, 9 řeholních kněží, 18 trvalých jáhnů, 10 řeholníků a 86 řeholnic.

### Církevní provincie
Církevní provincie Agaña zahrnuje 3 sufragánny:
- diecéze Karolínské ostrovy
- diecéze Chalan Kanoa
- apoštolská prefektura Marshallovy ostrovy

## Historie
Dne 1. března 1911 byl brevem Ex hac quam divinitus papeže Pia X. vytvořen apoštolský vikariát Guam, a to z území zrušené apoštolské prefektury Mariánské ostrovy.
Dne 14. října 1965 byl vikariát bulou Centenario anno papeže Pavla VI. povýšen na diecézi.
Dne 8. března 1984 byla diecéze bulou Compertum quidem papeže Jana Pavla II. povýšena na metropolitní arcidiecézi.
Dne 8. listopadu 1984 byla z části jejího území vytvořena diecéze Chalan Kanoa, která se stala její sufragánnou.

## Seznam apoštolských vikářů a biskupů
- Francisco Xavier Ricardo Vilá y Mateu, O.F.M.Cap. (1911–1913)
- Agustín José Bernaus y Serra, O.F.M.Cap. (1913–1913)
- Joachin Felipe Oláiz y Zabalza, O.F.M.Cap. (1914–1933)
- León Angel Olano y Urteaga, O.F.M.Cap. (1934–1945)
- Apollinaris William Baumgartner, O.F.M.Cap. (1945–1970)
  - Felixberto Camacho Flores (1970–1971) (apoštolský administrátor)
- Felixberto Camacho Flores (1971–1985)
- Anthony Sablan Apuron, O.F.M.Cap. (1986–2019) (odvolán)
  - Savio Hon Tai-Fai (2016–2016) (apoštolský administrátor sede plena)
- Michael Jude Byrnes (2019–2023)
- Ryan Pagente Jimenez (od 2024)